# Amédée Guillemin
Amédée Victor Guillemin (nascido em 5 de julho de 1826 em Pierre-de-Bresse, morreu em 2 de janeiro de 1893 em Pierre-de-Bresse, França) foi um escritor científico e jornalista francês.

## Vida
Guillemin iniciou seus estudos no colégio de Beaune antes de obter seu diploma final em Paris. De 1850 a 1860 ele ensinou matemática em uma escola particular enquanto escrevia artigos para a imprensa Liberal criticando o Segundo Império Francês. Em 1860, mudou-se para Chambéry, onde se tornou editor adjunto júnior da revista política semanal La Savoie. Após a anexação da Saboia pelo império francês, retornou a Paris, onde se tornou editor científico do l'Avenir national (O Futuro da Nação).
Guillemin então começou a escrever livros de física e astronomia que se tornaram muito populares. Ele escreveu "O Céu", que foi traduzido para muitos idiomas. Sua obra principal, "O Mundo Físico", consistia em cinco grandes volumes. Sua editora, Hachette, o encorajou a escrever uma série de folhetos sobre astronomia e física sob o título "Pequena enciclopédia popular", uma coleção cientificamente sólida, mas acessível, sobre ciências e suas aplicações. O astrônomo francês Jacques Crovisier do Observatório de Paris sugere que ele pode ter sido uma fonte de inspiração para o romance de 1865 de Jules Verne, Da Terra à Lua.